# Columba punicea
Pombo-púrpura ou pombo-purpúreo (Columba punicea) é uma espécie de ave pertencente à família dos columbídeos. É encontrada em partes remotas do subcontinente indiano e no sudeste asiático. O voo é lento e passa muito tempo parado na folhagem de grandes árvores frutíferas, geralmente na floresta ribeirinha das planícies. Seu nome popular em língua inglesa é "Pale-capped pigeon".